# 小行星9245
小行星9245（英語：9245）是一颗围绕太阳公转的小行星。1998年4月21日，林肯近地小行星研究小组在索科罗发现了此天体。
这颗小行星的绝对星等为180.97895等。